# Margalida Capellà Roig
Margalida Capellà Roig (Palma, 1971) és una jurista i política balear, diputada al Parlament de les Illes Balears en la IX legislatura.

## Biografia
Llicenciada en dret en 1996 i doctorada en 2002 per la Universitat de les Illes Balears. És professora de dret internacional públic i relaciona internacionals de la UIB des de 1997. Ha subdirectora del Graduat en seguretat i ciències policials i presidenta del Comitè d'empresa de la UIB. També ha participat en la formació de la policia local en matèria de drets humans, i en formació en matèria d'igualtat i prevenció de la igualtat de gènere en l'Administració local i autonòmica. Actualment és Directora de la Clínica Jurídica de la Facultat de Dret de la UIB.
Fou escollida diputada per Més per Mallorca a les eleccions al Parlament de les Illes Balears de 2015. Fou membre de la Diputació Permanent del Parlament Balear.

## Obres
- La tipificación internacional de los crímenes contra la humanidad, Tirant lo Blanch, 2005. ISBN 84-8456-284-0